# Варка (гміна)
Гміна Варка (пол. Gmina Warka) — місько-сільська гміна у центральній Польщі. Належить до Груєцького повіту Мазовецького воєводства.
Станом на 31 грудня 2011 у гміні проживало 19082 особи.

## Площа
Згідно з даними за 2007 рік площа гміни становила 201.14 км², у тому числі:
- орні землі: 78.00%
- ліси: 12.00%

Таким чином, площа гміни становить 14.54% площі повіту.

## Населення
Станом на 31 грудня 2011:
| Опис     | Загалом | Загалом | Чоловіки | Чоловіки | Жінки | Жінки |
| -------- | ------- | ------- | -------- | -------- | ----- | ----- |
| одиниця  | осіб    | %       | осіб     | %        | осіб  | %     |
| все      | 19082   | 100     | 9353     | 49.01    | 9729  | 50.99 |
| міське   | 11582   | 100     | 5621     | 48.53    | 5961  | 51.47 |
| сільське | 7500    | 100     | 3732     | 49.76    | 3768  | 50.24 |

## Сусідні гміни
Гміна Варка межує з такими гмінами: Білобжеґі, Вільґа, Ґрабув-над-Пилицею, Маґнушев, Промна, Собене-Єзьори, Стромець, Хинув, Ясенець.